# Arvydas Novikovas
Arvydas Novikovas (ur. 18 grudnia 1990 w Wilnie) – litewski piłkarz, występujący na pozycji napastnika, reprezentant Litwy.

## Kariera klubowa
Karierę piłkarską Novikovas rozpoczął w klubie Intero Wisaginia. W styczniu 2017 podpisał trzyletni kontrakt z Jagiellonią Białystok. Do klubu z Białegostoku przeszedł z niemieckiego VfL Bochum. 7 kwietnia 2017 zdobył dla Jagiellonii swoją pierwszą bramkę w wygranym wyjazdowym meczu z Zagłębiem Lubin (3:4). 27 czerwca 2019 podpisał kontrakt z Legią Warszawa. 20 sierpnia 2020 został piłkarzem tureckiego BB Erzurumspor. W sierpniu 2023 został zawodnikiem Žalgirisu Wilno.

## Sukcesy

### Klubowe
Heart of Midlothian
- Zdobywca Pucharu Szkocji (1): 2011/2012

Jagiellonia Białystok
- Wicemistrzostwo Polski (2): 2016/2017, 2017/2018

Legia Warszawa
- Mistrzostwo Polski: 2020/2021

### Indywidualne
- Litewski piłkarz roku (1): 2018
- Obcokrajowiec Roku w Plebiscycie Piłki Nożnej: 2018